# Taenaris jaira
Taenaris jaira är en fjärilsart som beskrevs av Jacob Hübner 1806/19. Taenaris jaira ingår i släktet Taenaris och familjen praktfjärilar. Inga underarter finns listade i Catalogue of Life.